# Jundiaí do Sul
Jundiaí do Sul là một đô thị thuộc bang Paraná, Brasil. Đô thị này có diện tích 320,815 km², dân số năm 2007 là 3769 người, mật độ 11,7 người/km².